# 西渡
西渡（1967年—），本名陈国平，浙江省浦江县人，中国诗人。
西渡于1985年考入北京大学，后任中国计划出版社副编审。代表作有《雪景中的柏拉图》等。

## 主要作品
- 《雪景中的柏拉图》